# Kévin Bru
Kévin Bru (Parigi, 12 dicembre 1988) è un ex calciatore francese naturalizzato mauriziano, di ruolo centrocampista.

## Biografia
È nato a Parigi, da genitori di origine mauriziana. Ha un fratello maggiore, Jonathan, ex calciatore professionista.

## Carriera

### Club
Inizia a giocare a calcio con l'INF Clairefontaine. Nel 2003 viene tesserato dal Rennes, che lo aggrega al proprio settore giovanile. Esordisce in prima squadra il 6 gennaio 2007 contro il Romorantin in Coppa di Francia. Il 24 gennaio 2007 esordisce in Ligue 1 nella trasferta vinta 2-0 contro il Monaco, subentrando all'86' al posto di Jimmy Briand.
Il 4 gennaio 2008 passa in prestito allo Châteauroux, in Ligue 2. Il 13 giugno 2008 si trasferisce in prestito al Clermont Foot, assieme al compagno di squadra Lhadji Badiane. Il 7 gennaio 2010 viene acquistato dal Digione a titolo definitivo, firmando un contratto valido fino al 2011.
Il 10 giugno 2013 si trasferisce in Bulgaria, firmando un triennale con il Levski Sofia. Il 4 luglio esordisce nelle competizioni europee contro l'Irtysh Pavlodar (0-0 il finale), incontro preliminare valido per l'accesso alla fase a gironi di UEFA Europa League. Dopo aver rescisso l'accordo con il Levski Sofia, il 31 luglio 2014 firma un contratto annuale con l'Ipswich Town,  in Championship
Il 14 giugno 2018 viene ingaggiato dall'Apollōn Limassol, formazione impegnata nel campionato cipriota. Il 27 giugno 2019 si trasferisce in Romania, accordandosi con la Dinamo Bucarest. A novembre rescinde consensualmente il contratto con il club. Il 13 ottobre 2020 viene tesserato dal Créteil-Lusitanos, nella terza divisione francese.
Il 17 gennaio 2022 il Versailles ne ufficializza l'ingaggio. Dopo aver trascorso una stagione al C' Chartres, il 17 agosto 2023 viene tesserato dall'ÍBV Vestmannæyja, club islandese. Termina la stagione con 8 presenze.

### Nazionale
Nel 2011, dopo aver rappresentato la nazionale francese a livello giovanile, decide di rispondere alla chiamata della nazionale mauriziana, con cui esordisce il 5 giugno 2011 in occasione di Mauritius-Repubblica Democratica del Congo (1-2), incontro di qualificazione alla Coppa d'Africa 2012.

## Statistiche

### Presenze e reti nei club
Statistiche aggiornate al 7 ottobre 2023.
| Stagione            | Squadra             | Campionato          | Campionato | Campionato | Coppe nazionali | Coppe nazionali | Coppe nazionali | Coppe continentali | Coppe continentali | Coppe continentali | Altre coppe | Altre coppe | Altre coppe | Totale | Totale |
| Stagione            | Squadra             | Comp                | Pres       | Reti       | Comp            | Pres            | Reti            | Comp               | Pres               | Reti               | Comp        | Pres        | Reti        | Pres   | Reti   |
| ------------------- | ------------------- | ------------------- | ---------- | ---------- | --------------- | --------------- | --------------- | ------------------ | ------------------ | ------------------ | ----------- | ----------- | ----------- | ------ | ------ |
| 2006-2007           | Rennes              | L1                  | 2          | 0          | CF+CdL          | 1+0             | 0               | -                  | -                  | -                  | -           | -           | -           | 3      | 0      |
| 2007-gen. 2008      | Rennes              | L1                  | 0          | 0          | CF+CdL          | 0+1             | 0               | -                  | -                  | -                  | -           | -           | -           | 1      | 0      |
| gen.-giu. 2008      | Châteauroux         | L2                  | 10         | 0          | CF+CdL          | -               | -               | -                  | -                  | -                  | -           | -           | -           | 10     | 0      |
| 2008-2009           | Clermont            | L2                  | 25         | 2          | CF+CdL          | 3+0             | 0               | -                  | -                  | -                  | -           | -           | -           | 28     | 2      |
| 2009-gen. 2010      | Rennes              | L1                  | 0          | 0          | CF+CdL          | 0               | 0               | -                  | -                  | -                  | -           | -           | -           | 0      | 0      |
| Totale Rennes       | Totale Rennes       | Totale Rennes       | 2          | 0          |                 | 2               | 0               |                    | -                  | -                  |             | -           | -           | 4      | 0      |
| gen.-giu. 2010      | Digione             | L2                  | 14         | 2          | CF+CdL          | -               | -               | -                  | -                  | -                  | -           | -           | -           | 14     | 2      |
| 2010-gen. 2011      | Digione             | L2                  | 11         | 0          | CF+CdL          | 1+1             | 0               | -                  | -                  | -                  | -           | -           | -           | 13     | 0      |
| Totale Digione      | Totale Digione      | Totale Digione      | 25         | 2          |                 | 2               | 0               |                    | -                  | -                  |             | -           | -           | 27     | 2      |
| gen.-giu. 2011      | Boulogne            | L2                  | 9          | 0          | CF+CdL          | -               | -               | -                  | -                  | -                  | -           | -           | -           | 9      | 0      |
| 2011-2012           | Boulogne            | L2                  | 19         | 2          | CF+CdL          | 2+0             | 0               | -                  | -                  | -                  | -           | -           | -           | 21     | 2      |
| Totale Boulogne     | Totale Boulogne     | Totale Boulogne     | 28         | 2          |                 | 2               | 0               |                    | -                  | -                  |             | -           | -           | 30     | 2      |
| 2012-2013           | Istres              | L2                  | 31         | 2          | CF+CdL          | 3+0             | 0               | -                  | -                  | -                  | -           | -           | -           | 34     | 2      |
| 2013-2014           | Levski Sofia        | A-PFG               | 17+3       | 1          | CB              | 4               | 0               | UEL                | 2                  | 0                  | -           | -           | -           | 26     | 1      |
| 2014-2015           | Ipswich Town        | FLC                 | 31+2       | 1          | FACup+CdL       | 2+1             | 0               | -                  | -                  | -                  | -           | -           | -           | 36     | 1      |
| 2015-2016           | Ipswich Town        | FLC                 | 28         | 2          | FACup+CdL       | 0+1             | 0               | -                  | -                  | -                  | -           | -           | -           | 29     | 2      |
| 2016-2017           | Ipswich Town        | FLC                 | 26         | 1          | FACup+CdL       | 1+1             | 0               | -                  | -                  | -                  | -           | -           | -           | 28     | 1      |
| 2017-2018           | Ipswich Town        | FLC                 | 9          | 0          | FACup+CdL       | 1+0             | 0               | -                  | -                  | -                  | -           | -           | -           | 10     | 0      |
| Totale Ipswich Town | Totale Ipswich Town | Totale Ipswich Town | 94+2       | 4          |                 | 7               | 0               |                    | -                  | -                  |             | -           | -           | 103    | 4      |
| 2018-2019           | Apollōn Limassol    | A                   | 12+5       | 4          | CC              | 5               | 1               | UEL                | 7                  | 0                  | -           | -           | -           | 29     | 5      |
| 2019-2020           | Dinamo Bucarest     | L1                  | 8          | 0          | CR              | 1               | 0               | -                  | -                  | -                  | -           | -           | -           | 9      | 0      |
| 2020-2021           | Créteil-Lusitanos   | CN                  | 13         | 1          | CF              | 2               | 0               | -                  | -                  | -                  | -           | -           | -           | 15     | 1      |
| gen.-giu. 2022      | Versailles          | N2                  | 1          | 0          | CF              | 0               | 0               | -                  | -                  | -                  | -           | -           | -           | 1      | 0      |
| 2022-2023           | C' Chartres         | N2                  | 18         | 1          | CF              | 0               | 0               | -                  | -                  | -                  | -           | -           | -           | 18     | 1      |
| 2023                | ÍBV Vestmannæyja    | UD                  | 3+5        | 0          | BK              | -               | -               | -                  | -                  | -                  | -           | -           | -           | 8      | 0      |
| Totale carriera     | Totale carriera     | Totale carriera     | 302        | 19         |                 | 31              | 1               |                    | 9                  | 0                  |             | -           | -           | 342    | 20     |

### Cronologia presenze e reti in nazionale
| Cronologia completa delle presenze e delle reti in nazionale ― Mauritius | Cronologia completa delle presenze e delle reti in nazionale ― Mauritius | Cronologia completa delle presenze e delle reti in nazionale ― Mauritius | Cronologia completa delle presenze e delle reti in nazionale ― Mauritius | Cronologia completa delle presenze e delle reti in nazionale ― Mauritius | Cronologia completa delle presenze e delle reti in nazionale ― Mauritius | Cronologia completa delle presenze e delle reti in nazionale ― Mauritius | Cronologia completa delle presenze e delle reti in nazionale ― Mauritius |
| Data                                                                     | Città                                                                    | In casa                                                                  | Risultato                                                                | Ospiti                                                                   | Competizione                                                             | Reti                                                                     | Note                                                                     |
| ------------------------------------------------------------------------ | ------------------------------------------------------------------------ | ------------------------------------------------------------------------ | ------------------------------------------------------------------------ | ------------------------------------------------------------------------ | ------------------------------------------------------------------------ | ------------------------------------------------------------------------ | ------------------------------------------------------------------------ |
| 5-6-2011                                                                 | Belle Vue Maurel                                                         | Mauritius                                                                | 1 – 2                                                                    | RD del Congo                                                             | Qual. Coppa d'Africa 2012                                                | -                                                                        | 55’                                                                      |
| 20-4-2014                                                                | Curepipe                                                                 | Mauritius                                                                | 0 – 2                                                                    | Mauritania                                                               | Qual. Coppa d'Africa 2015                                                | -                                                                        | 79’                                                                      |
| 14-6-2015                                                                | Accra                                                                    | Ghana                                                                    | 7 – 1                                                                    | Mauritius                                                                | Qual. Coppa d'Africa 2017                                                | -                                                                        |                                                                          |
| 7-10-2015                                                                | Curepipe                                                                 | Mauritius                                                                | 2 – 5                                                                    | Kenya                                                                    | Qual. Mondiali 2018                                                      | -                                                                        |                                                                          |
| 11-10-2015                                                               | Nairobi                                                                  | Kenya                                                                    | 0 – 0                                                                    | Mauritius                                                                | Qual. Mondiali 2018                                                      | -                                                                        |                                                                          |
| 26-3-2016                                                                | Belle Vue Maurel                                                         | Mauritius                                                                | 1 – 0                                                                    | Ruanda                                                                   | Qual. Coppa d'Africa 2017                                                | -                                                                        | 83’                                                                      |
| 5-6-2016                                                                 | Belle Vue Maurel                                                         | Mauritius                                                                | 0 – 2                                                                    | Ghana                                                                    | Qual. Coppa d'Africa 2017                                                | -                                                                        |                                                                          |
| 24-3-2017                                                                | Mitsamiouli                                                              | Comore                                                                   | 2 – 0                                                                    | Mauritius                                                                | Qual. Coppa d'Africa 2019                                                | -                                                                        |                                                                          |
| 28-3-2017                                                                | Belle Vue Maurel                                                         | Mauritius                                                                | 1 – 1                                                                    | Comore                                                                   | Qual. Coppa d'Africa 2019                                                | -                                                                        | Cap.                                                                     |
| 19-8-2017                                                                | Mumbai                                                                   | India                                                                    | 2 – 1                                                                    | Mauritius                                                                | Amichevole                                                               | -                                                                        | Cap.                                                                     |
| 22-8-2017                                                                | Mumbai                                                                   | Mauritius                                                                | 1 – 1                                                                    | Saint Kitts e Nevis                                                      | Amichevole                                                               | -                                                                        |                                                                          |
| 9-10-2017                                                                | Bata                                                                     | Guinea Equatoriale                                                       | 3 – 1                                                                    | Mauritius                                                                | Amichevole                                                               | -                                                                        |                                                                          |
| 12-11-2017                                                               | Lomé                                                                     | Togo                                                                     | 6 – 0                                                                    | Mauritius                                                                | Amichevole                                                               | -                                                                        |                                                                          |
| 22-3-2018                                                                | Macao                                                                    | Macao                                                                    | 0 – 1                                                                    | Mauritius                                                                | Amichevole                                                               | 1                                                                        | Cap.                                                                     |
| 27-3-2018                                                                | Ulan Bator                                                               | Mongolia                                                                 | 0 – 2                                                                    | Mauritius                                                                | Amichevole                                                               | -                                                                        | Cap. 70’                                                                 |
| 4-9-2019                                                                 | Belle Vue Maurel                                                         | Mauritius                                                                | 0 – 1                                                                    | Mozambico                                                                | Qual. Mondiali 2022                                                      | -                                                                        | 59’                                                                      |
| 10-9-2019                                                                | Maputo                                                                   | Mozambico                                                                | 2 – 0                                                                    | Mauritius                                                                | Qual. Mondiali 2022                                                      | -                                                                        |                                                                          |
| 9-10-2019                                                                | Belle Vue Maurel                                                         | Mauritius                                                                | 1 – 3                                                                    | São Tomé e Príncipe                                                      | Qual. Coppa d'Africa 2021                                                | -                                                                        |                                                                          |
| 13-10-2019                                                               | São Tomé                                                                 | São Tomé e Príncipe                                                      | 2 – 1                                                                    | Mauritius                                                                | Qual. Coppa d'Africa 2021                                                | -                                                                        | 60’                                                                      |
| 24-3-2022                                                                | São Tomé                                                                 | São Tomé e Príncipe                                                      | 1 – 0                                                                    | Mauritius                                                                | Qual. Coppa d'Africa 2023                                                | -                                                                        | 88’                                                                      |
| 27-3-2022                                                                | Saint-Pierre                                                             | Mauritius                                                                | 3 – 3                                                                    | São Tomé e Príncipe                                                      | Qual. Coppa d'Africa 2023                                                | 1                                                                        |                                                                          |
| 11-6-2023                                                                | Saint-Pierre                                                             | Mauritius                                                                | 3 – 0                                                                    | Pakistan                                                                 | Amichevole                                                               | -                                                                        | 86’                                                                      |
| 14-6-2023                                                                | Belle Vue Maurel                                                         | Mauritius                                                                | 1 – 3                                                                    | Gibuti                                                                   | Amichevole                                                               | -                                                                        | 79’                                                                      |
| 18-6-2023                                                                | Saint-Pierre                                                             | Mauritius                                                                | 1 – 0                                                                    | Kenya                                                                    | Amichevole                                                               | -                                                                        | 38’                                                                      |
| 17-11-2023                                                               | Douala                                                                   | Camerun                                                                  | 3 – 0                                                                    | Mauritius                                                                | Qual. Mondiali 2026                                                      | -                                                                        | 69’                                                                      |
| 21-11-2023                                                               | Saint-Pierre                                                             | Mauritius                                                                | 0 – 0                                                                    | Angola                                                                   | Qual. Mondiali 2026                                                      | -                                                                        | 24’ 63’                                                                  |
| 22-3-2024                                                                | Yaoundé                                                                  | Ciad                                                                     | 1 – 0                                                                    | Mauritius                                                                | Qual. Coppa d'Africa 2025                                                | -                                                                        | 75’                                                                      |
| 26-3-2024                                                                | Saint-Pierre                                                             | Mauritius                                                                | 1 – 2                                                                    | Ciad                                                                     | Qual. Coppa d'Africa 2025                                                | -                                                                        | 66’                                                                      |
| 6-6-2024                                                                 | Bengasi                                                                  | Libia                                                                    | 2 – 1                                                                    | Mauritius                                                                | Qual. Mondiali 2026                                                      | 1                                                                        | 64’                                                                      |
| 11-6-2024                                                                | Saint-Pierre                                                             | Mauritius                                                                | 2 – 1                                                                    | eSwatini                                                                 | Qual. Mondiali 2026                                                      | -                                                                        |                                                                          |
| Totale                                                                   |                                                                          | Presenze                                                                 | 30                                                                       |                                                                          | Reti                                                                     | 3                                                                        |                                                                          |